# Tirunesh Dibaba
Tirunesh Dibaba (Arsi, Etiópia, 1985. június 1. –) etióp futónő, az 5000 és a 10 000 méteres síkfutás pekingi olimpiai bajnoka, az első nő, aki egy olimpián nyerte meg mindkét távot.
5000 méteren 2008–2020 között ő volt a világcsúcstartó mind fedett pályán, mind szabadtéren, 14:11,55-ös idővel. Versenyeit általában hosszútávfutókhoz képest erős sprintbefutójának köszönhetően nyeri meg. A mezeifutó-bajnokságokon is jól szokott szerepelni: egyszeres junior és ötszörös felnőtt világbajnok.
Dibaba férje a szintén futó Sileshi Sihine, unokatestvére a kétszeres olimpiai bajnok Derartu Tulu. Nővére Ejegayehu is futó, az athéni olimpián ezüstérmet szerzett 10 000 méteren.